# Kaetlyn Osmond
Kaetlyn Osmond (Marystown, Terranova y Labrador; 5 de diciembre de 1995) es una patinadora artística sobre hielo canadiense retirada, campeona del mundo en 2018. 
Osmond, además, fue subcampeona olímpica por equipos de Sochi 2014, medallista de plata en el Trofeo Mundial por equipos 2013, tricampeona de Canadá (2013, 2014 y 2016) y subcampeona del mundo en 2017.

## Biografía
Kaetlyn Osmond nació en Marystown, Terranova y Labrador, hija de Jackie y Jeff Osmond. A la edad de siete años, se mudó a Montreal, Quebec, y a la edad de diez, se mudó a Sherwood Park, Alberta. Kaetlyn estudia en la Vimy Ridge Sports Academy. Tiene dos hermanos mayores, Natasha y Gary. En abril de 2014, Marystown renombró su pista de hielo como Kaetlyn Osmond Arena, y otorgó a Osmond una llave simbólica de la ciudad. También cambiaron el nombre de una calle en su honor.

## Trayectoria
Osmond comenzó a patinar a la edad de dos años siguiendo a su hermana mayor Natasha. Debido a la falta de hielo durante el verano en Marystown, a menudo viajó a Montreal para entrenar. Desde los diez años, Osmond entrena en el Ice Palace Figure Skating Club en Edmonton, entrenada por Ravi Walia con la coreografía de Lance Vipond.

### Temporada 2011-12
En la temporada 2011-12, Osmond compitió en el nivel sénior por primera vez en el Campeonato Nacional Canadiense. Fue primera tras el programa corto, por delante de la defensora del título Cynthia Phaneuf, y la medallista de bronce de 2011 Amélie Lacoste. Osmond ganó la medalla de bronce en la general. En el Campeonato Mundial Junior de 2012, Osmond ganó la ronda preliminar. Acabó 10.ª en la general. 

### Temporada 2012-13
En la temporada 2012-13, Osmond ganó su primer título internacional en el Trofeo Nebelhorn de 2012. Hizo su debut en un Grand Prix sénior en el Skate Canada International 2012. Fue segunda tanto en el programa corto como en el programa libre pero le fue suficiente para ganar la competición. Osmond consiguió ganar su primer título sénior nacional en Campeonato Nacional Canadiense de 2013. Fue la primera vez en 10 años que una patinadora femenina de fuera de Quebec ganaba el título canadiense en una competición individual. En el Cuatro Continentes de 2013, Osmond acabó 7.ª por detrás de la patinadora estadounidense Gracie Gold. Terminó en el 8.º puesto en el Campeonato Mundial de 2013.

### Temporada 2013-14
Osmond entrenó en el sur de California durante dos semanas en agosto de 2013 bajo la supervisión de Walia y Frank Carroll. Debido a una lesión por fatiga en el tobillo izquierdo estuvo fuera de la pista la mayor parte de septiembre de 2013. A finales de octubre compitió en el Skate Canada International 2013, quedando en quinto lugar en el programa corto, pero se retiró antes del programa libre debido a un desgarramiento de tendón en su pierna derecha. También se retiró de la Copa Rostelecom 2013 pero volvió a la competición en el Skate Canada Challenge de 2014. En el Campeonato Nacional Canadiense de 2014 quedó primera en ambos segmentos y revalidó su campeonato nacional. En febrero de 2014, Osmond representó a Canadá en los Juegos Olímpicos en Sochi. Después de patinar en ambos segmentos del evento por equipos y contribuir a la medalla de plata de Canadá, compitió en el evento individual femenino y quedó decimotercera. En marzo, quedó 11.ª en el Campeonato Mundial de 2014 en Saitama, Japón.

### Temporada 2014-15
Para la temporada 2014-15, Osmond fue asignada para competir en Skate Canada International 2014 y en el Trofeo Éric Bompard 2014. Sin embargo, tuvo que retirarse de ambas competiciones debido a la rotura del peroné de la pierna derecha, una lesión que sufrió el 11 de septiembre de 2014. Esta lesión causó que Osmond se perdiese el resto de la temporada.

### Temporada 2015-16
Osmond comenzó la temporada 2015-16 ganando la medalla de oro en el Trofeo Nebelhorn 2015, un evento del ISU Challenger Series. A su vuelta a la serie de Grand Prix, quedó en 11.º lugar en el Skate Canada International 2015 y en el 6.º lugar en el Trofeo NHK 2015. A pesar de que quedó primera en el programa corto en el Campeonato Nacional Canadiense de 2016 en Halifax, Nueva Escocia, Osmond quedó en tercer lugar en la general quedando 4,12 puntos por detrás de Alaine Chartrand y 0,12 puntos por detrás de Gabrielle Daleman.

### Temporada 2016-17
Al comienzo de octubre, Osmond ganó el Trofeo de Finlandia 2016, por delante de Mao Asada y Anna Pogorilaya. Después de ese mes, ganó la medalla de plata del Skate Canada International 2016 quedando por detrás de Evgenia Medvedeva. En noviembre, quedó subcampeona de la Copa de China 2016 por detrás de Elena Radionova, quedando en primera posición en el programa corto y en tercera en el programa libre. Sus resultados la clasificaron para la Final del Grand Prix en Marsella, Francia, siendo la primera mujer canadiense en clasificarse para la Final del Grand Prix desde que lo hiciera Joannie Rochette en la temporada 2009-10. Obtuvo la cuarta plaza en la final. Participó en el Campeonato de los Cuatro Continentes de 2017, donde quedó en cuarta posición. En el Campeonato Mundial de 2017 logró la medalla de plata con su mejor puntuación hasta la fecha.

### Temporada 2017-2018
Obtuvo la medalla de bronce en la Final del Grand Prix celebrado en la ciudad japonesa de Nagoya. Con 138.12 puntos en su programa libre y 77.04 en el corto, logra el tercer lugar con un total de 215.16 puntos.

### Temporada 2018-2019: Retirada
En junio de 2018 Osmond dio a conocer que no participaría en la Serie del Grand Prix, ni en el resto de la temporada 2018-2019. La patinadora confirmó en mayo de 2019 su retiro del patinaje competitivo.

## Programas
| Temporada | Programa corto                                                                                            | Programa libre |
| --------- | --- | --- |

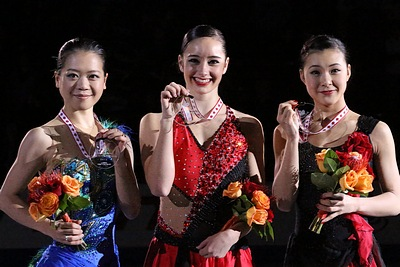
Osmond con las otras medallistas del Skate Canada International 2012.

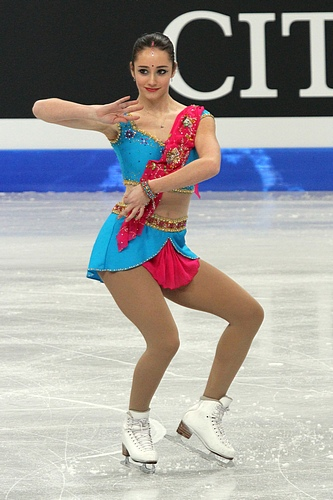
Osmond en el Campeonato Mundial Júnior 2012.

| 2017-2018 | - «Sous le ciel de Paris» interpretado por Édith Piaf - «Milord» interpretado por Édith Piaf              | «Black Swan» coreo por Jeffrey Buttle |
| 2016-2017 | - «Sous le ciel de Paris» interpretado por Édith Piaf - «Milord» interpretado por Édith Piaf              | - «La bohème» por Giacomo Puccini - «Mimi Tells Her Story» adaptado por K. Hocking - «Sono Andati» |
| 2015-2016 | - «La vie en rose» por Louis Guglielmi interpretado por Cyndi Lauper coreografiado por Lance Vipond       | - «Tango medley» por Astor Piazzolla - «Danzarin» - «Oblivion» - «Tanguera» coreografiado por Pasquale Camerlengo |
| 2014-2015 | - «La vie en rose» por Louis Guglielmi interpretado por Cyndi Lauper coreografiado por Lance Vipond       | - «Tango medley» por Astor Piazzolla - «Danzarin» - «Oblivion» - «Tanguera» coreografiado por Pasquale Camerlengo |
| 2013-2014 | - «Big Spender» - «Rich Man's Frug» (de Sweet Charity) coreografiado por Lance Vipond                     | - «Original theme» (de Astérix y Obélix: Misión Cleopatra) por Philippe Chany - «Numerobis Theme» (de Astérix y Obélix: Misión Cleopatra) - «La poursuite» (de Astérix y Obélix: Misión Cleopatra) - «Cleopatra and Caesar» por Claude-Michel Schönberg y David Nixon coreografiado por Lance Vipond |
| 2012-2013 | - «Mambo N°8» por Dámaso Pérez Prado - «Gwendoline» por Dámaso Pérez Prado coreografiado por Lance Vipond | «Carmen» por Georges Bizet: - Scene - Second Intermezzo - Adagio coreografiado por Lance Vipond |
| 2011-2012 | - «Your Good Name» por Mychael Danna - «Ganesh» por A. R. Rahman coreografiado por Lance Vipond           | - «Introduction and Rondo Capriccioso in A minor» por Camille Saint-Saëns coreografiado por Lance Vipond |
| 2010-2011 | - «A Day in the Life» por Jeff Beck coreografiado por Lance Vipond                                        | - «Galicia Flamenca» por Francisco Tárrega y Gino d'Auri - «Recuerdos de la Alhambra» por Francisco Tárrega y Gino d'Auri coreografiado por Lance Vipond |

## Resultados
| Resultados | Resultados            | Resultados            | Resultados            | Resultados            | Resultados            | Resultados            | Resultados            | Resultados            | Resultados            |
| Torneo/Temporada | 2008-09               | 2009-10               | 2010-11               | 2011-12               | 2012-13               | 2013-14               | 2014-15               | 2015-16               | 2016-17               |
| Internacional: Sénior | Internacional: Sénior | Internacional: Sénior | Internacional: Sénior | Internacional: Sénior | Internacional: Sénior | Internacional: Sénior | Internacional: Sénior | Internacional: Sénior | Internacional: Sénior |
| --- | --------------------- | --------------------- | --------------------- | --------------------- | --------------------- | --------------------- | --------------------- | --------------------- | --------------------- |
| Juegos Olímpicos |                       | No presentable        |                       |                       |                       | 13.ª                  |                       |                       |                       |
| Campeonato Mundial | No presentable        | No presentable        | No presentable        |                       | 8.ª                   | 11.ª                  |                       |                       | 2.ª                   |
| Cuatro Continentes | No presentable        | No presentable        | No presentable        |                       | 7.ª                   |                       |                       | 6.ª                   | 4.ª                   |
| GP Final del Grand Prix | No presentable        | No presentable        | No presentable        |                       |                       |                       |                       |                       | 4.ª                   |
| GP Éric Bompard | No presentable        | No presentable        | No presentable        |                       |                       |                       | RET                   |                       |                       |
| GP Copa de China | No presentable        | No presentable        | No presentable        |                       |                       |                       |                       |                       | 2.ª                   |
| GP Trofeo NHK | No presentable        | No presentable        | No presentable        |                       |                       |                       |                       | 6.ª                   |                       |
| GP Skate Canada | No presentable        | No presentable        | No presentable        |                       | 1.ª                   | RET                   | RET                   | 11.ª                  | 2.ª                   |
| GP Copa de Rusia | No presentable        | No presentable        | No presentable        |                       |                       | RET                   |                       |                       |                       |
| CS Trofeo de Finlandia | No presentable        | No presentable        | No presentable        |                       |                       |                       |                       |                       | 1.ª                   |
| CS Trofeo Nebelhorn | No presentable        | No presentable        | No presentable        |                       | 1.ª                   |                       |                       | 1.ª                   |                       |
| Internacional: Júnior |                       |                       |                       |                       |                       |                       |                       |                       |                       |
| Mundial Júnior | No presentable        |                       |                       | 10.ª                  |                       |                       |                       | No presentable        | No presentable        |
| GPJ República Checa | No presentable        |                       | 10.ª                  |                       |                       |                       |                       | No presentable        | No presentable        |
| GPJ Japón |                       |                       | 9.ª                   |                       |                       |                       |                       | No presentable        | No presentable        |
| Nacional |                       |                       |                       |                       |                       |                       |                       |                       |                       |
| Campeonato Nacional Canadiense | 1.ª N.                | 3.ª J.                | 6.ª J.                | 3.ª                   | 1.ª                   | 1.ª                   |                       | 3.ª                   | 1.ª                   |
| Eventos por equipo |                       |                       |                       |                       |                       |                       |                       |                       |                       |
| Juegos Olímpicos |                       |                       |                       |                       |                       | 2.ª (5.ª RP)          |                       |                       |                       |
| Campeonato Mundial por equipos | No presentable        |                       |                       |                       | 2.ª (7.ª RP)          |                       |                       |                       |                       |
| GP = Grand Prix; GPJ = Grand Prix Júnior; CS = Challenger Series; RET = Retiro Niveles: N. = Novato; J. = Júnior RP = Resultado personal |                       |                       |                       |                       |                       |                       |                       |                       |                       |